# 拉宾广场

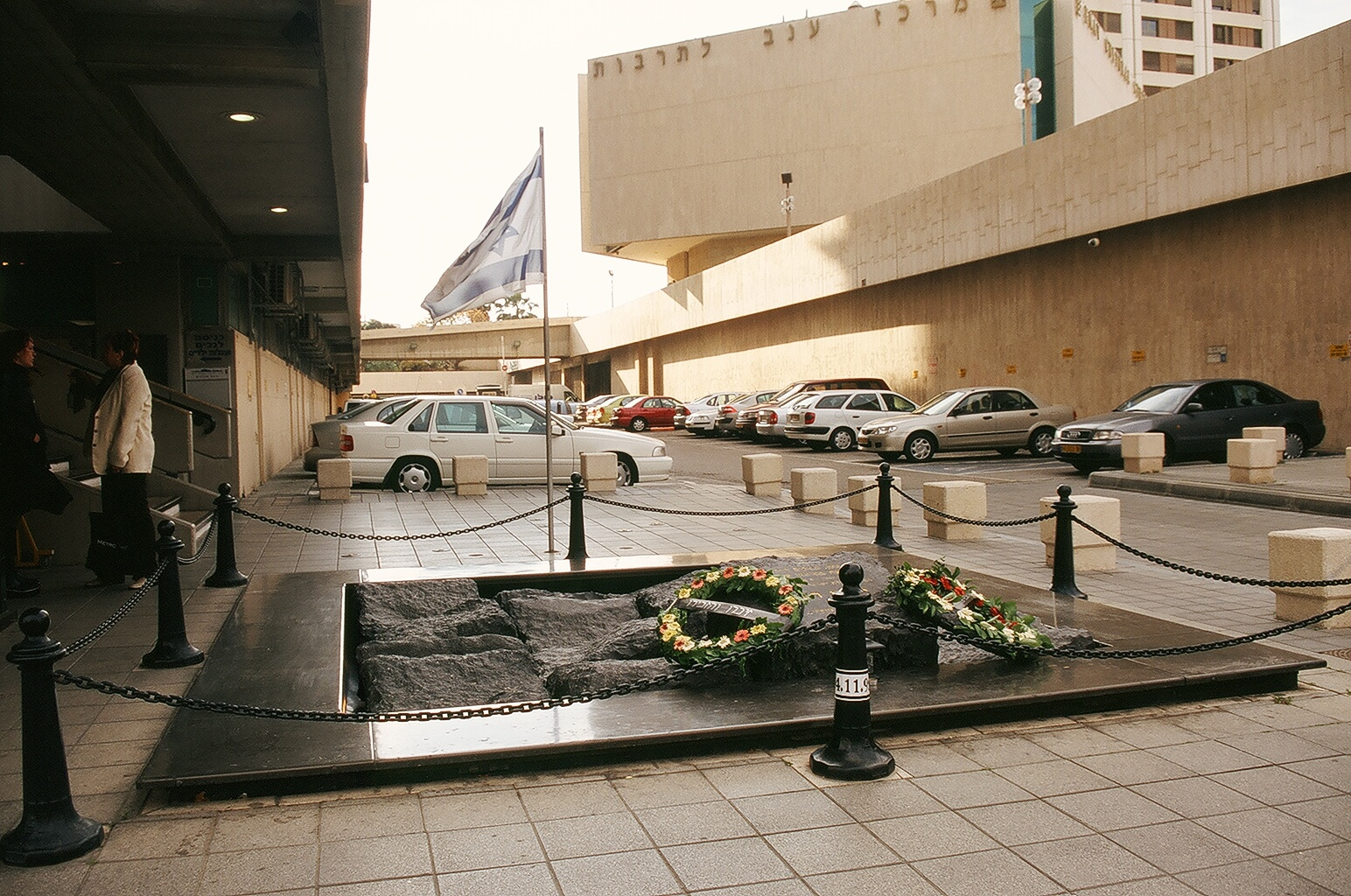
拉賓被殺之處

拉宾广场 （‎）是以色列特拉維夫最大的廣場，建於1964年，原名列王廣場 （‎）。1995年改名，以紀念在那裡被刺殺的以色列總理、諾貝爾和平獎得主伊扎克·拉賓。